# Kanzashi

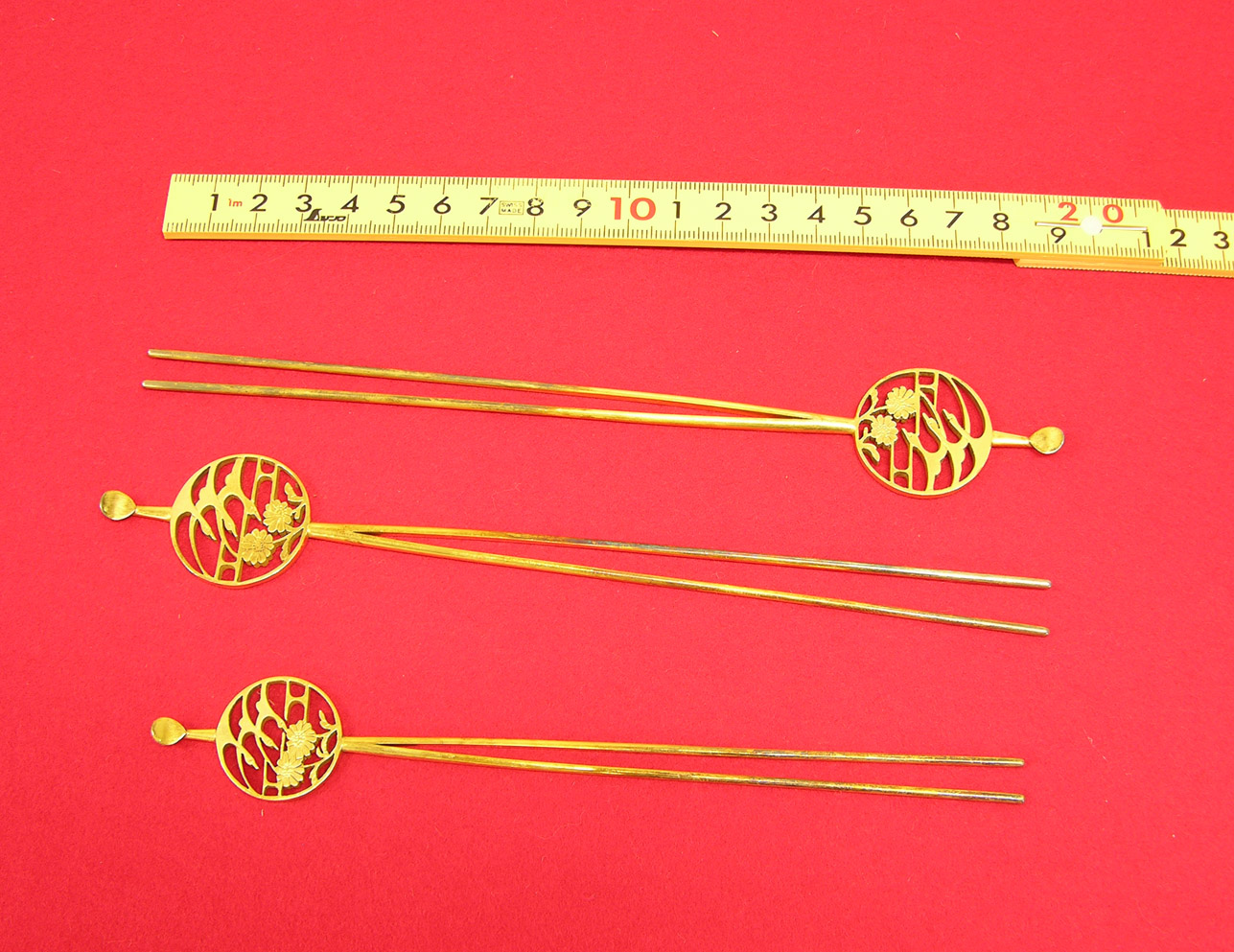
Kanzashi bañados en oro, de período desconocido.

Los kanzashi (簪?) son ornamentos para el cabello utilizados en peinados tradicionales japoneses. Sus orígenes se remontan al momento en que la mujer japonesa abandona el típico estilo taregami en donde el pelo era mantenido lacio y largo, y se adopta el corte de estilo nihongami. Se hicieron populares en el período Edo cuando los artesanos comenzaron a crear productos de manufactura más refinada. 
Hoy en día, los kanzashi son utilizados generalmente en la ornamentación de novias o mujeres que hacen del vestir un kimono una profesión, tales como geishas, tayu y yujo o adeptas a la ceremonia del té e ikebana. De igual manera, el uso de estos accesorios sobrevive en aquellas mujeres japonesas que desean arreglarse y agregar un toque elegante a su atuendo.  Los kanzashi son fabricados con una amplia gama de materiales como madera laqueada, oro, metales plateados, carey y seda, y últimamente, plástico. 
Existen muchas variedades y estilos de uso del mismo. La manera en la que una geisha lo utiliza en su cabello indica su estatus de inmediato, ante una audiencia conocedora del trato de estas profesionales. Las maiko (aprendices de geisha) usan una mayor y elaborada cantidad de kanzashi que sus colegas mayores. 

## Tipos de kanzashi
Hay muchos tipos: desde los básicos hasta los más complejos hana ("flor", en japonés). 

### Kanzashi básicos

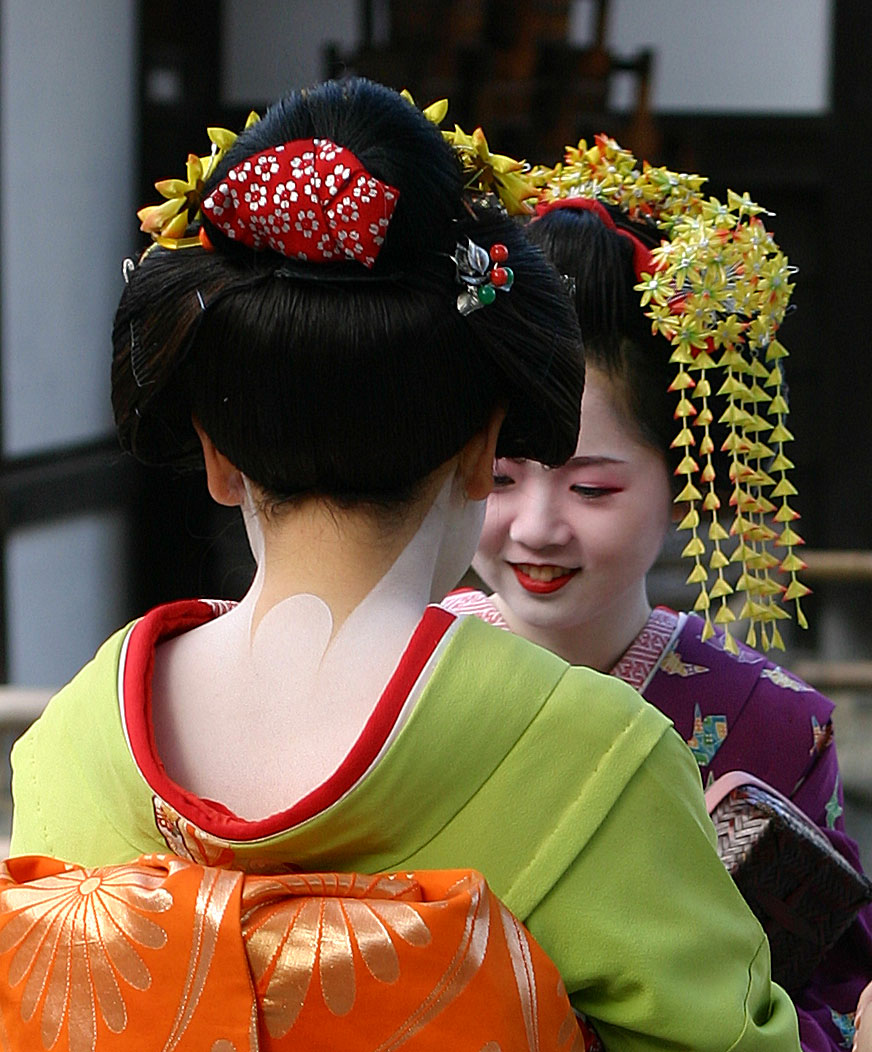
Dos geishas usando kanzashi en sus peinados. En segundo plano se puede observar el tipo de kanzashi hana.

- Bira bira - también llamado de princesa, tienen forma de un abanico metálico y en ellos se encuentran impresos kamon en aluminio. Son los utilizados por las maiko. Llamados también Ōgi.
- Kogai - son pequeñas varas de Becco (concha de carey real o falsa) u otros materiales como cerámicas varias o metales. Kogai significa espada en japonés. De allí proviene el uso de estos pines que se esconden en las mangas del kimono y se utilizan como en una espada en su estuche. Se acompañan usualmente por un set de peines.
- Kushi - también llamados estilo peine, estos son generalmente peines redondeados de carey o madera laqueada, con aplicaciones de madreperla o detalles dorados ubicados en el cabello en un peinado mage (chignon).
- Kanoko Dome - son accesorios sobrecargados de joyas realizados en oro, plata, carey, jade, coral, perlas y otras piedras semi preciosas.
- Tachibana - son grandes flores de seda sujetas al cabello.
- Tsunagi-dango - son alfileres de plata con una perla de coral verde o rojo.

### Hana kanzashi
Las largas cadenas de flores son características de una maiko cuando ésta utiliza los adornos kanzashi tipo hana. Estos son creados por artesanos japoneses utilizando cuadrados de seda entrelazados con una técnica conocida como tsumami. Cada cuadrado es doblado varias veces con la ayuda de tenazas y cortados como un pétalo individual. Estos se juntan por guías metálicas por detrás creando flores que luego se pueden conectar a una tira de seda para crear una cascada de flores. Las mariposas y pájaros son figuras bastante comunes en este tipo de arte. Otros detalles de estambres son creados con el uso de mizuhiki, una trenza muy fina y resistente generalmente coloreada, hecha con papel washi.
- Para enero la decoración de los Hana Kanzashi son pinos, troncos de bambú, flores de ciruelo, y pinos haogori que siempre se llevan con un kimono formal.

- Para febrero se usan flores de ciruelo, ramas y brotes.

- Para marzo se usan flores de durazno, peonías, narcisos, mariposas plateadas y flores de Brassica Napus.

- En abril podemos ver flores de cerezo, mariposas mizubiki, bonbori, mariposas artificiales y de plata.

- En mayo se aprecian mariposas de plata, wisteria y lirios morados.

- En junio vemos gardenias, hydrangeas, rocío de agua, sombrillas, rosas, golondrinas, todo ello debido a la llegada del verano.

- En julio la decoración, en parte por el festival de Gion, será de tsuyushiba (gotas de rocío sobre hojas), abanicos de paleta, libélulas, mariposas y pasto de la pampa.

- En agosto los motivos son de rosas, pasto de la pampa, abanicos de paleta y libélulas.

- En septiembre apreciamos flores de campanilla chinas, arbustos de trébol y patrinia.

- En octubre la decoración es de crisantemos pompóm, y margaritas.

- En noviembre la decoración es de hojas otoñales como liquidámbar, gingko y arce.

- En diciembre los preparativos de Año Nuevo son ramas de arroz sin descascarillar un hana-kanzashi verde y 2 Fuku-Warai que las maiko dejan que firmen sus 2 actores de kabuki favoritos.

## Historia
Kanzashi se utilizó por primera vez en Japón durante el período de Jōmon. Durante ese tiempo, una sola varilla delgada o un palo se considera que tiene poderes místicos que podría alejar los malos espíritus, para que la gente los usa en su pelo. Éste es también cuando algunos de los primeros predecesores de la cresta de pelo modernos japoneses comenzaron a aparecer.
Durante el periodo Nara, una variedad de aspectos culturales chinos y los elementos fueron llevados a Japón, incluyendo Zan (escrito con el mismo carácter chino como kanzashi) y otros adornos del pelo. Durante el periodo Heian, el estilo tradicional de poner el pelo recogido se cambió a que lo lleva largo, atado atrás, y hacia abajo. Fue en este tiempo que kanzashi comenzó a ser utilizado como un término general para cualquier adorno para el pelo, incluyendo los peines y horquillas.
Durante el período Azuchi-Momoyama, los peinados cambiado desde el taregami (垂髪 ? ), o el pelo largo y recto, a la más amplia variedad de "pelo" japonés (日本 Nihongami ? ) que hacen un mayor uso de adornos para el cabello.
Kanzashi entró en amplio uso durante el periodo Edo, cuando se convirtió en cortes de pelo más grande y más complicado, con un mayor número de adornos. Los artesanos comenzaron a producir los productos más finos hechos a mano, incluyendo algunos adornos para el cabello que podrían ser utilizados como armas defensivas. Durante la última parte del periodo Edo, la artesanía de kanzashi llegado a un punto alto, con diferentes estilos y diseños que son creados (ver Tipos de kanzashi , abajo).
En la actualidad, el uso de kanzashi ha disminuido significativamente a favor de más cortes de pelo occidentales. El uso más común de kanzashi ahora está en bodas sintoístas y por parte de las maiko (aprendiz de geisha). Hoy en día, kanzashi son los más usados por las novias, por profesionales de kimono usuarios, tales como las geishas, tayu y yujo, o por los adeptos de la ceremonia japonesa del té y el ikebana. Sin embargo, no existe actualmente un renacimiento entre las mujeres jóvenes japoneses que deseen añadir un toque de elegancia a su traje de negocios.
Tsumami kanzashi ha sido oficialmente designada como una artesanía tradicional japonesa en la región de Tokio desde 1982. Tradicionalmente, los artesanos profesionales entrenados suelen atravesar cinco a diez años de aprendizaje, desde 2002 a 2010, el número estimado en el país se redujo de quince a de cinco años. Sin embargo, la técnica de pétalos de plegado se ha convertido en un pasatiempo popular, debido a los libros de enseñanza, equipos, y las lecciones a partir de fuentes como el Museo Tsumami Kanzashi en Shinjuku. Algunos estudiantes han pasado por alto el sistema de aprendizaje tradicional para establecerse como independientes artesanos profesionales de tsumami kanzashi dentro de Japón.
Hay muchas variedades y muchos estilos de llevar kanzashi. La forma en que una geisha lleva su kanzashi indica su estado de inmediato a un público informado, de acuerdo con el tipo y la ubicación de la kanzashi. Maiko (aprendiz de geisha) usan generalmente más numerosos y más elaborado que kanzashi geisha y el progreso a través de varios cortes de pelo donde el kanzashi deben ser usados en un patrón fijo.